# Landherrenschaft Hamburger Berg

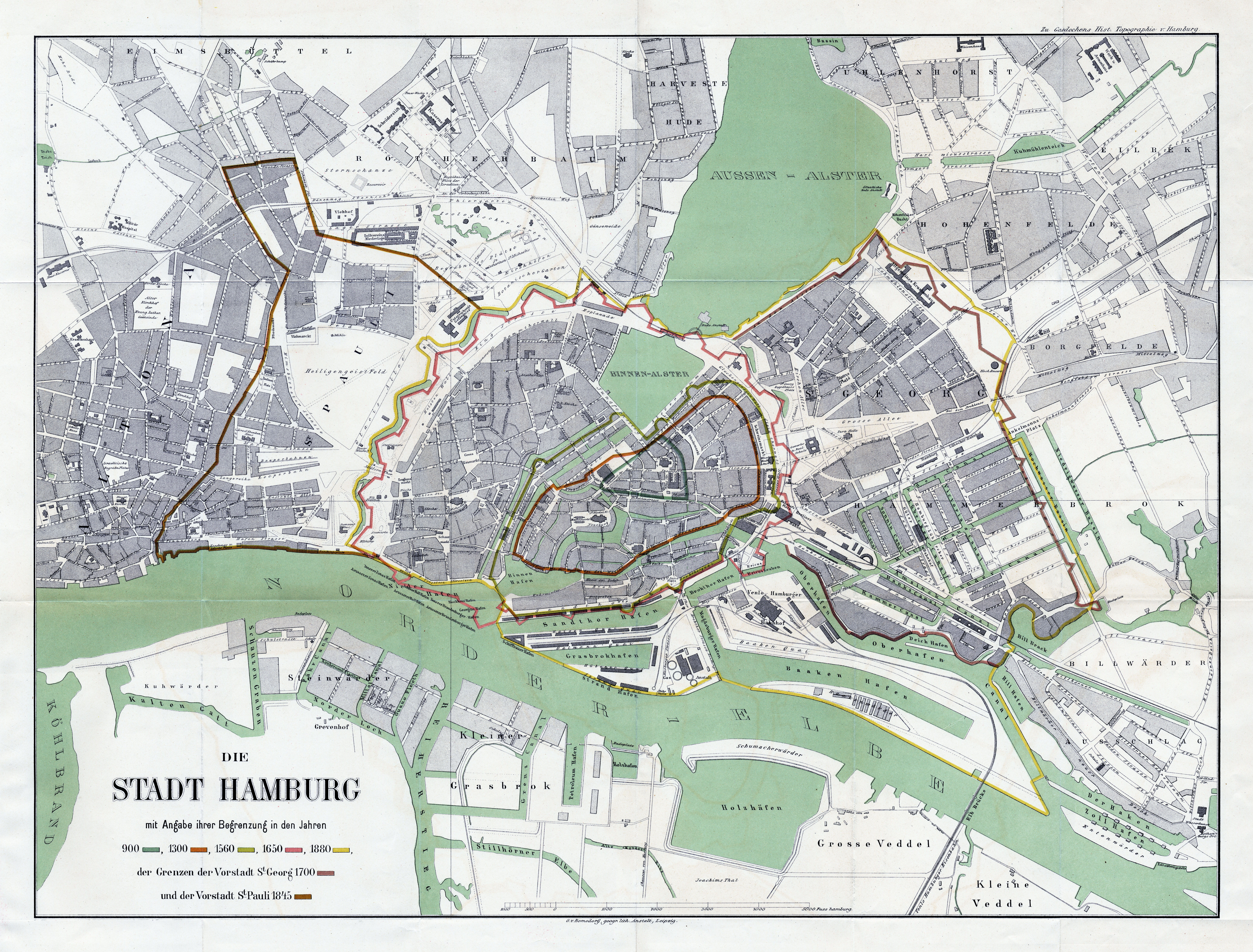
Auf dieser Darstellung von 1880 sind westlich des Wallrings die Grenzen der damaligen „Vorstadt St. Pauli“ markiert. Die Landherrenschaft umfasste darüber hinaus im Norden das Gebiet vor dem Dammtor und um die Sternschanze, im 15. und 16. Jahrhundert außerdem die heutige Neustadt (westlich des Alsterfleets).

Die Landherrenschaft Hamburger Berg war im Spätmittelalter und der Frühen Neuzeit ein Verwaltungsbezirk für das nordwestlich vor den Toren Hamburgs gelegene Landgebiet der Freien und Hansestadt. Sie umfasste in etwa das Gebiet der heutigen Stadtteile St. Pauli und Sternschanze, den südlichen Teil von Rotherbaum sowie ursprünglich auch die heutige Neustadt vor deren Einbeziehung in den Hamburger Wallring. Namensgeber für die Landherrenschaft und spätere Vorstadt war eine seit alters her als „Hamburger Berg“ bezeichnete Erhebung im Süden des heutigen St. Pauli, etwa auf halbem Wege zwischen Hamburg und ihrer Nachbarstadt Altona. 
Die Landherrenschaft wurde in der Regel vom zweitältesten Hamburger Senator (nach den Bürgermeistern) verwaltet, der im Namen des Senats alle landesherrlichen Rechte ausübte, Steuern und Abgaben erhob und für den Unterhalt von Straßen und Wegen, Kirchen und Schulen zuständig war. Da er auch die Gerichtsbarkeit über die ansässigen Untertanen ausübte, wurde die Landherrenschaft zuweilen auch als „Jurisdiction“ oder (Land-)Prätur bezeichnet.
Zu Beginn des 19. Jahrhunderts lebten im Gebiet der Landherrenschaft etwa 6700 Menschen, die meisten davon im Kerngebiet des heutigen St. Pauli, während die dünner besiedelte Gegend vor dem Dammtor nur etwa 1200 Seelen zählte.
1830 wurde die Landherrenschaft im Zuge einer Gebietsreform aufgelöst. Der Großteil ihres Gebietes wurde in die neugebildete „Vorstadt St. Pauli“ einbezogen, der Rest in die Landherrenschaft der Geestlande. 